# Bra (formaggio)
Il Bra è un formaggio a Denominazione di origine protetta. Prodotto per almeno il 90% a base di latte vaccino, può contenere integrazioni di latte sia ovino, sia caprino.

## Storia
Il formaggio prende il nome dalla cittadina piemontese di Bra (in provincia di Cuneo) che in passato era il maggiore mercato del formaggio prodotto nelle vallate del cuneese.

## Caratteristiche
Viene commercializzato in due tipologie: duro e tenero. Per entrambi i tipi le forme si presentano cilindriche a facce piane di 30–40 cm di diametro. Lo scalzo è leggermente convesso da 5 a 10 cm. Il peso delle forme varia tra 5 e 9 kg.
La stagionatura minima prevista è di 45 giorni per il tipo tenero e di 180 giorni per il tipo duro.